# Truskavets
Truskavets (ukrainsk: Трускавець) er en by i Drohobytj rajon, vestlige Ukraines Lviv oblast (region), nær grænsen til Polen. Den er hjemsted for administrationen af Truskavets urban hromada, en af de hromadaer i Ukraine. I 2021 havde byen 28.474 indbyggere.
Truskavets er berømt for sine mineralske kilder, som har gjort det til et af Ukraines store feriesteder. For de fleste besøgende er det primære mål at indtage de forskellige typer lokalt vand. Det mest berømte er det svovlduftende, let saltvandede Naftusia. Byen ligger i en attraktiv lille dal i Karpaternes udkanter og er let at nå fra Lviv med bus eller tog. Langt de fleste turister, der kommer til Truskavets, er Ukrainere eller hviderussere.